# A Robinsonok iskolája
A Robinsonok iskolája (L'École des Robinsons) Jules Verne 1882-ben megjelent kalandregénye. Magyarországon először a Franklin-Társulat adta ki 1883-ban.

## Történet
Egy dúsgazdag amerikai üzletember, Kolderup W. Vilmos egy izgalmas árverésen megvásárolja a Spencer-szigetet az Amerikai Egyesült Államoktól. Unokaöccse, Morgan Godfrey és a nábob a gyámlánya, Hollaney Fina szeretik egymást, hamarosan össze is házasodnának. A vőlegényjelölt azonban előtte szeretné megismerni a világot. A nagybácsi Godfrey rendelkezésére bocsátja az Álom nevű hatszáz tonnás és kétszáz lóerős gőzhajót. A világ körüli út balul sül el, a hajó titokzatos körülmények között elsüllyed. A kalandvágyó fiatalember és az őt elkísérő táncmester szerencsésen partra vetődnek egy lakatlan szigeten. Itt minden ügyességükre és kitartásukra szükségük van, hogy túléljék az egyre gyarapodó megpróbáltatásokat.

## Szereplők
- Morgan Godfrey, kalandvágyó fiatalember
- Artelett T. (tréfásan Tartelettnek nevezték), táncmester
- Hollaney Fina, Godfrey kedvese
- Kolderup W. Vilmos, amerikai üzletember
- Taskinar J. R., Kolderup ellenfele
- Turcotte kapitány
- Karéfinotu
- Seng-You, kínai potyautas

## Kiadások magyar nyelven (válogatás)
| Kiadó             | Hely     | Év   | Fordító        |
| ----------------- | -------- | ---- | -------------- |
| Franklin-Társulat | Budapest | 1883 | Visi Imre      |
| Franklin-Társulat | Budapest | 1896 | Visi Imre      |
| Sachs-Pollák      | Budapest | 1899 | Hazai Hugó     |
| Franklin-Társulat | Budapest | 1925 | Visi Imre      |
| Unikornis Kiadó   | Budapest | 2003 | Sulyok Katalin |
| Regun Press       | Üllő     | 2008 | Visi Imre      |

## Képgaléria

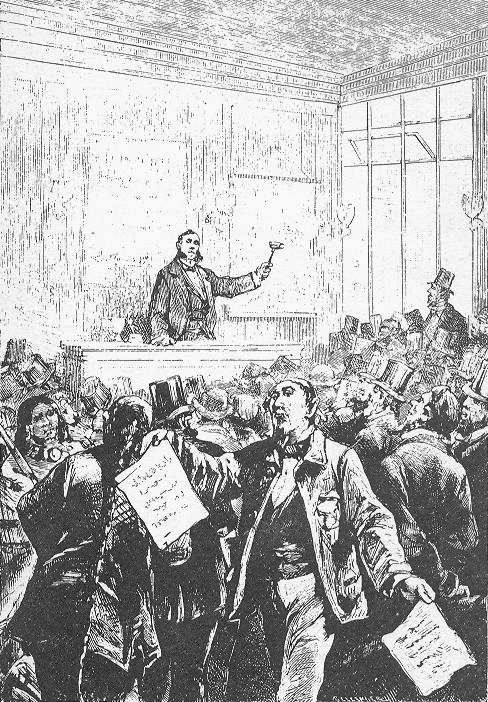
Az árverés
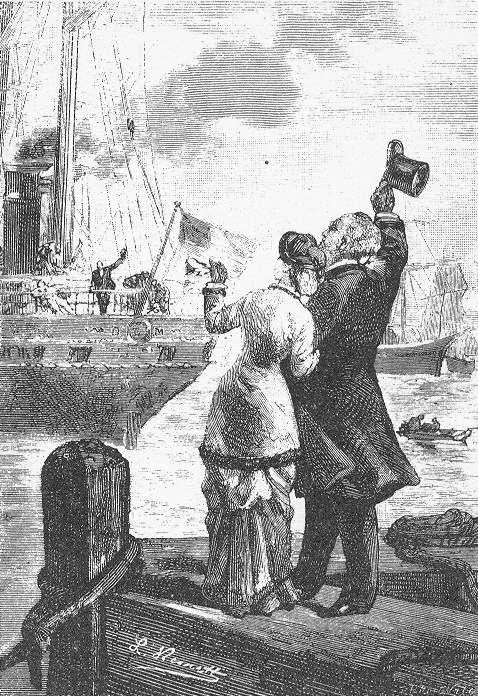
Godfrey útnak indul
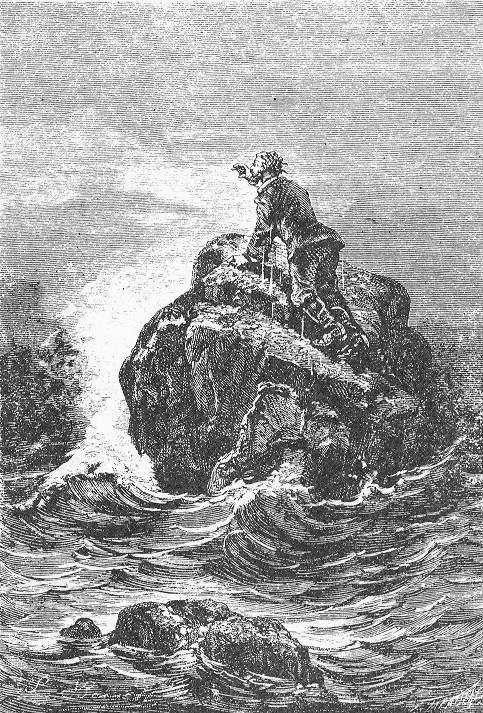
Hajótörés után
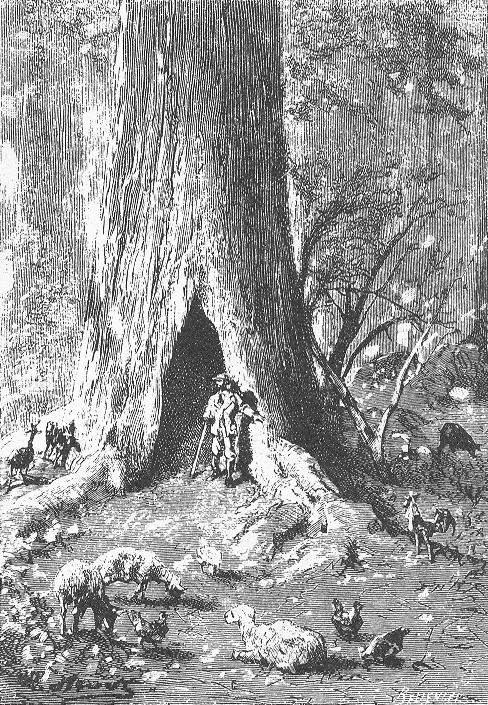
Az óriásfa védelmében
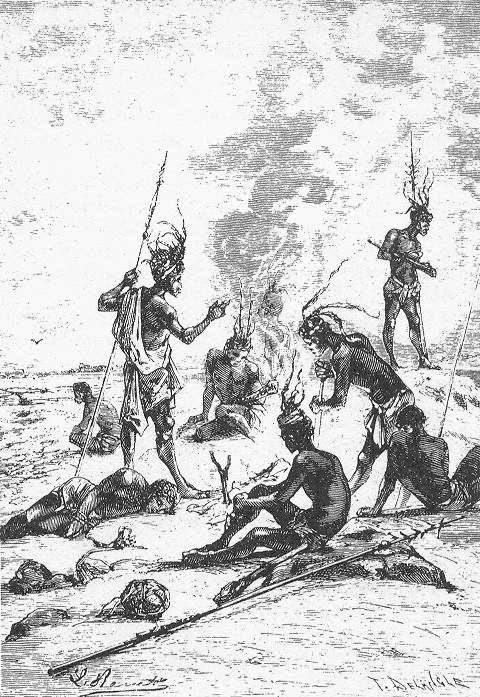
A kannibálok foglya
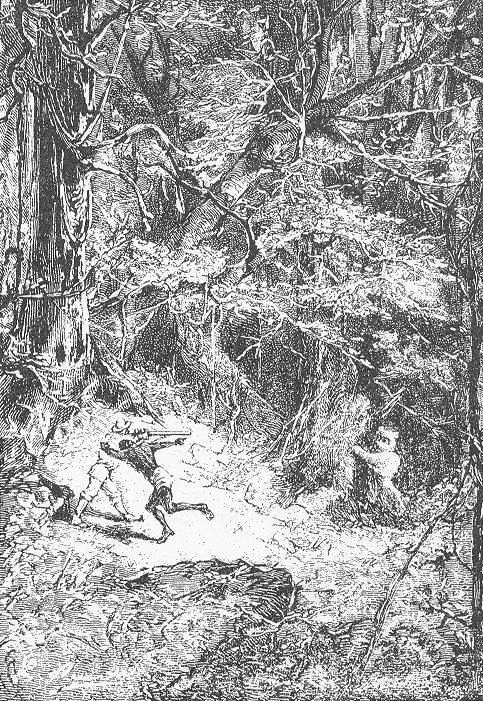
A szürke medve
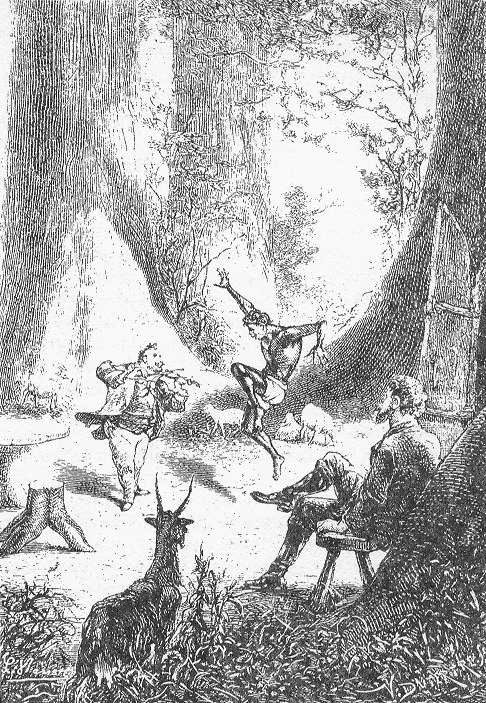
A tánctanulás nem maradhat el
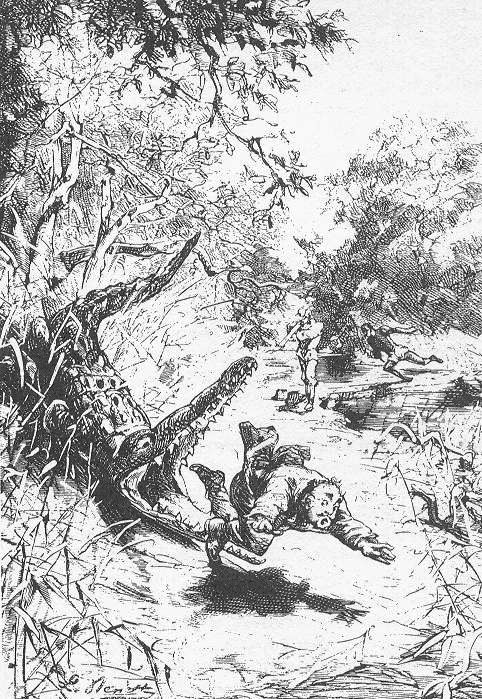
Tartelett bajban
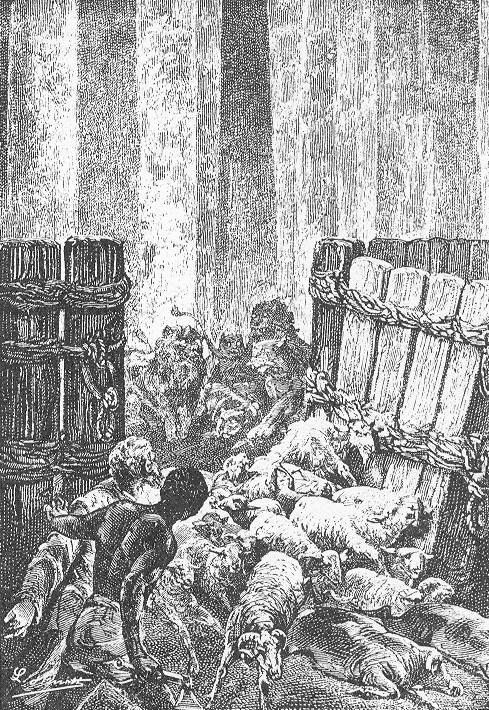
Végveszélyben
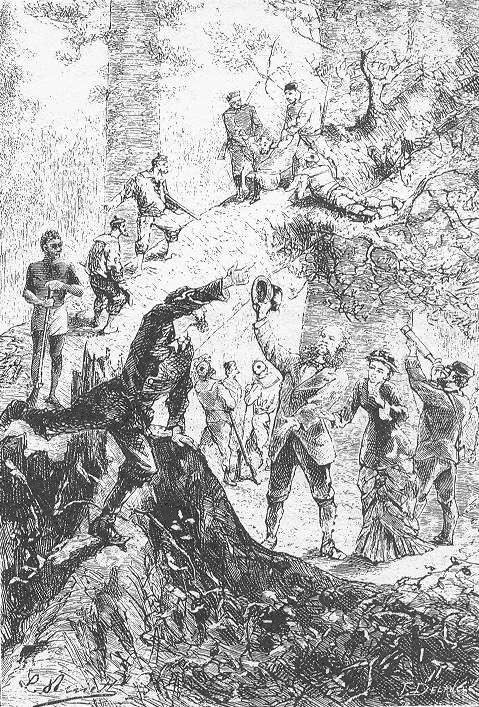
A nagy találkozás